# Ник Нельсон
Ни́колас «Ник» Люк Не́льсон (англ. Nicholas «Nick» Luke Nelson) — персонаж серии комиксов «Heartstopper. С замиранием сердца» за авторством Элис Осман и основанного на ней сериала «Трепет сердца» (с 2022), где его сыграл актёр Кит Коннор. Впервые персонаж появился в романе Solitaire, вышедшем в 2014 году.

## Описание персонажа
По сюжету комикса «Heartstopper. С замиранием сердца» и его экранизации Ник Нельсон — парень Чарли Спринга. Он является открытым бисексуалом и играет за школьную команду по регби. Ник очень дорожит своими отношениями с Чарли и старается защитить его любой ценой. Ник очень заботливый и добрый, а также любит дождливую погоду. Любит животных, в особенности собак, и имеет домашнюю собаку по кличке Нелли. Он очень высокий с тёмными блондинистыми волосами и карими глазами.
Бо́льшую часть жизни Ник сомневался в своей сексуальности, однако знакомство с Чарли помогло ему понять себя. Ник также появляется и в других произведениях Элис Осман за пределами франшизы «Heartstopper».
Ник является поклонником регби, «Формулы-1», Marvel (его любимый фильм — «Мстители», а любимый персонаж — Железный человек), Кубка Англии по футболу, Кубка шести наций и мультсериала «Гриффины». Его любимая музыкальная группа — Vampire Weekend.

## История персонажа
Ник — сын француза Стефана Нельсона и британки Сары Нельсон; у него также есть старший брат по имени Дэвид. День рождения Ника — 4 сентября. Ввиду своего происхождения он свободно владеет и французским, и английским языками. Незадолго до основных событий комикса родители юношей развелись, Дэвид уехал в университет, а Ник завёл собаку, которую назвал Нелли. У Ника напряжённые отношения с отцом, который редко бывает дома, и с братом, гомофобом с неприятным характером.

## Появления

### Телевидение
- «Трепет сердца» (с 2022)

## Приём
В основном рецензенты хвалили Ника как пример солидной репрезентации бисексуалов и называли его приятным и хорошо прописанным персонажем. Журналистка Culture Беатрис Гатц написала: «Ник Нельсон — персонаж, который даёт репрезентативность юным зрителям, заставляет их казаться заметными и вызывает понимание»; также она похвалила момент признания Ника своей матери. Мэдисон Диас из CBR похвалил доброжелательную позицию персонажа: «На протяжении сериала Ник ведёт внутреннюю борьбу с целью осознания своей сексуальности, но с каждым шагом остаётся честным с Чарли <…> Он остаётся верен своему слову, становясь достойным покорителем сердец впечатлительных подростков». В 2023 году сайт Collider составил свой список «десяти лучших персонажей Heartstopper», в котором Ник оказался на втором месте. Журналистка Ten Vogue Ханна Маккензи похвалила тот факт, что персонаж гордится своей бисексуальностью: «Вот почему так важно видеть, как главный герой с гордостью заявляет о своей бисексуальности, несмотря на трудности, особенно в сериале, ориентированном на молодых людей, которые наверняка испытывают трудности с познанием собственной сексуальности».
Исполнение Китом Коннором роли Ника также было удостоено похвалы. Портал Radio Times включил его в свой список «Восходящих звёзд 2023 года». Коннор также получил премию Королевского телевизионного общества в категории «Главная мужская роль».